# Лисицын, Александр Иванович (партизан)
Лисицын Александр Иванович (3 марта 1911, Кривой Рог, Херсонская губерния — 5 марта 1944, Рэчула, Кишинёвский уезд) — командир отряда парашютистов, командир партизанского отряда, организатор партизанского движения, старший лейтенант. 

## Биография
Родился 3 марта 1911 года в местечке Кривой Рог в семье рабочих. Отец украинец, мать — грузинка.
Работал на разных должностях на шахтах Криворожского железорудного бассейна. Перед началом Великой Отечественной войны занимал пост главного механика рудника имени Кагановича. 
Член ВКП(б) с марта 1940 года.

### Участие в Великой Отечественной войне
После оккупации Кривого Рога немецко-фашистскими войсками в августе 1941 года остался на шахте «Центральная». Саботировал восстановление шахт и откачку воды немцами. В 1942—1943 годах — член подпольной группы В. И. Просяника. Занимался укрытием мирных жителей от захватчиков и проведением диверсионной работы, сбором оружия. 
В августе 1943 года присоединился к криворожскому Добровольному обществу ликвидации фашизма. С октября 1943 года — боец 2-го взвода партизанского отряда. Принимал участие в боях по освобождению посёлка Рыбасово. 
После освобождения Кривого Рога от немцев в феврале 1944 года поступил в распоряжение Украинского штаба партизанского движения при Военном совете 3-го Украинского фронта.
В ночь с 26 на 27 февраля 1944 года самолёт Дуглас, на борту которого находился Лисицын, вылетел из населённого пункта Надеждовка Днепропетровской области СССР. Самолёт перевозил отряд из 12 советских парашютистов, командиром которого был Лисицын. Десантники были заброшены в районе Лукашовка — монастырь Курки Оргеевского уезда Молдавской ССР.
В состав группы входили: командир Александр Лисицын, комиссар В. Ф. Валявский, начальник штаба В. С. Кащенко, начальник разведки В. Г. Дрогаль, радистка А. И. Ершова, медсестра Г. И. Щетникова, а также бойцы: В. И. Дудко, А. Ф. Великий, В. Ф. Данильченко, Н. Г. Журавлёв, А. И. Степанов и Д. Д. Федотов.
Как следует из документов Украинского штаба партизанского движения, первостепенной задачей группы Лисицына было оказание помощи и организация совместных действий с группой Т. Прокина, заброшенной в данную местность ранее. Кроме того, у Лисицына было задание собрать партизанский отряд из местных жителей, организовать их и затем приступить к минированию железных дорог и атакам на вражеские колонны.
Однако уже 27 февраля, в первый день после приземления, бойцы Лисицына из допроса лесничего выяснили, что группа Прокина погибла в полном составе. Об этом по радио было сообщено штабу партизанского движения.
Район, в который была заброшена группа, являлся самым удачным для выполнения полученных заданий, так как здесь проходила железная дорога Бендеры—Кишинёв—Унгены—Яссы и шоссейная дорога. Кроме того, большой лес давал возможность сгруппироваться, собрать ресурсы и по необходимости скрыться от врага.
Однако ни одного из полученных заданий группе Лисицына не удалось выполнить, так как выброшенное на двух парашютах снаряжение было найдено жандармами, а атаки на группу начались ещё в период ее организации и сбора.
Первое столкновение жандармов с парашютистами произошло в 10 часов утра 28 февраля, когда двое парашютистов, посланные на поиск снаряжения в лесу, в двух километрах восточнее монастыря Курки, были встречены врагами. На требование сдаться они открыли огонь из автоматов и забросали гранатами преследователей, однако были убиты в ходе боя.
2 марта в лесу Лукашовка произошла очередная встреча с жандармами, и в результате боя были убиты четверо бойцов отряда Лисицына, среди которых радистка А. И. Ершова, похороненная в лесу самими же парашютистами. Кроме того, по данным УШПД, 2 марта поступило последнее сообщение по радио от группы Лисицына. В нём говорилось, что отряд ведёт бой с жандармами в 5 километрах юго-западнее Лукашовки.
3 марта в 4:30 утра один заблудившийся во время боя 2 марта парашютист попросил приюта у одного из жителей села Лукашовка. Житель приютил его и тут же известил об этом жандармский пост. В результате жандармы окружили дом и потребовали от десантника сдаться. Парашютист решил бежать, бросив в жандармов гранаты, но был убит.
В результате боёв разбитая группа, которая на 3 марта насчитывала пять человек из первоначальных двенадцати, закопала радиоаппарат, пулемёты и снаряжение, оставив у себя лишь автоматы, сумела добраться в Лапушнянский уезд, где в ночь с 4 на 5 марта вошла в одинокий дом в селе Рэчула и заняла его. Десантники установили поочерёдное дежурство, чтобы отдохнуть. Под предлогом, что должен покормить животных, хозяин дома вышел во двор и попросил своего зятя сообщить жандармам о партизанах.
В 13:30 5 марта жандармы окружили дом. На требование сдаться парашютисты открыли огонь из автоматов и попытались скрыться в лесу. В этом бою были убиты трое десантников, в том числе и медсестра Г. Щетникова. В этом же бою погиб и командир отряда старший лейтенант Александр Иванович Лисицын. 
Однако двое бойцов сумели сбежать в лес и переправились через Днестр. Но 9 марта 1944 года они были пойманы в лесу в Рыбницком уезде Молдавской ССР. Дальнейшая их судьба остаётся неизвестной.

## Семья
В 1938 году женился на работнице криворожского рудника имени Кагановича Гасановой Василисе Степановне (1917—2008). В 1939 году родилась дочь Людмила, работавшая позже врачом-психиатром в Кривом Роге. В 1941 году родился сын Геннадий (1941—2004), в дальнейшем проживавший в Кривом Роге и работавший механиком. Внучка Инна Викторовна Варакута (1963) — экономист. Правнук — Даниэль Штерн (1993) — врач.